# Een koninkrijk voor een huis
Een koninkrijk voor een huis is een Nederlandse film uit 1949 onder regie van Jaap Speyer. De film is ook bekend onder de titel Textiel en Liefde en werd in het buitenland uitgebracht als A Kingdom for a Horse.

## Plot
De film speelt zich af vlak na de Tweede Wereldoorlog, in een tijd dat er grote woningnood heerst in Nederland. Het deftig en rijk gezin Van Laar worden gevorderd een dakloos gezin in huis te nemen. De vrouw des huizes, Antoinette, probeert hier tevergeefs onderuit te komen en moet twee kamers verhuren. Haar dienstmeid Bertha nodigt diens zus Heintje uit om bij haar bazin in te trekken. Heintje is een luidruchtige marktverkoopster van simpele komaf die met haar dochter Daisy bij haar broer Kobus woont in de Jordaan. Er wordt haar afgeraden in de Apollolaan te wonen, omdat hier alleen mensen boven haar stand wonen. Ze is echter vastberaden daar met Daisy in te trekken.
Heintje wordt door Antoinette allesbehalve hartelijk ontvangen. Als Antoinette, die er alles aan doet haar zo snel mogelijk uit huis te krijgen, te horen krijgt dat Bertha Heintje heeft uitgenodigd om er te wonen, ontslaat ze Bertha onmiddellijk. Haar man, Johan, ontvangt Heintje, Kobus en Daisy echter met open armen. Daisy valt hem al snel op. Zij werkt namelijk als secretaresse voor zijn grootste concurrent. Ook zoon Rob is zeer onder de indruk van de jongedame. Zowel Antoinette als Heintje proberen de chemie tussen Daisy en Rob in bedwang te houden.
Om die reden spreken Rob en Daisy stiekem met elkaar af. Tijdens een boottocht verklaart hij haar de liefde en zoenen ze elkaar. Daisy is bang dat hun ouders achter de waarheid komen, maar hij vertelt haar dat ze zich geen zorgen moet maken. Als ze worden betrapt door Antoinette, is deze razend. Rob loopt al gauw weg en laat Daisy achter. Zij voelt zich in de steek gelaten en gaat uit huis om weer bij Kobus in te trekken. Ondertussen doen Heintje en Antoinette de ene na de andere poging elkaars rust en geluk te dwarsbomen. Heintje vindt het onbegrijpelijk dat Antoinette neerkijkt op Daisy en overweegt ook uit huis te gaan.
Intussen worden er valse textielpunten gevonden in de Apollolaan en dreigt Johan gearresteerd te worden. Heintje probeert dit tevergeefs te voorkomen. Als Daisy hiervan te horen krijgt, realiseert ze zich dat het een list is. Ze neemt contact op met Rob en probeert samen met hem de onschuld van Johan te bewijzen. Ze betrappen de concurrenten van Johan op het kraken van de kluis en laten hen arresteren. Daisy wordt herenigd met Rob en ook Heintje en Antoinette leggen hun ruzie bij. Aan het einde maken Rob en Daisy bekend dat ze zullen trouwen en vervolgens bij Heintje intrekken.

## Rolbezetting
| Acteur                  | Personage                                 |
| ----------------------- | ----------------------------------------- |
| Heintje Davids          | Henriëtte 'Heintje' Blom                  |
| Johan Kaart             | Kobus Blom                                |
| Annie van Duyn          | Daisy Blom                                |
| Rob de Vries            | Rob van Laar                              |
| Tilly Perin-Bouwmeester | Antoinette van Laar                       |
| Matthieu van Eysden     | Johan van Laar                            |
| Rudi West               | Fons                                      |
| Clara Vischer-Blaaser   |                                           |
| Chris Baay              | Ambtenaar van de woningdienst / Verteller |
| Frans van Schaik        |                                           |
| Marie Nagel             |                                           |
| Jan Blok                |                                           |
| Nelly Ernst             |                                           |

## Achtergrond
Na de Duitse invasie van 10 mei 1940 werd de Nederlandse filmindustrie onmiddellijk stopgezet. Na de Tweede Wereldoorlog was de infrastructuur van de Nederlandse speelfilm vernietigd. Een koninkrijk voor een huis is de eerste volwassen Nederlandse speelfilm die in de bioscopen draaide sinds het begin van de oorlog. Regisseur Jaap Speyer deed hiermee een poging om de Jordaanfilm een nieuw leven in te blazen, maar dat bleef zonder resultaat. Hij stak veel tijd en moeite in het tot stand brengen van de film. Zo liet hij zelfs een complete villa nabouwen.
De film werd een enorm succes en trok meer dan een miljoen bezoekers. Ook in Duitsland sloeg de film aan bij het publiek. Hiermee was dit de eerste Nederlandse film sinds lange tijd die buiten de landsgrenzen een succes werd. In totaal werd de film door 1.291.728 mensen bezocht. De recensies waren echter niet al te gunstig. De criticus van Het Binnenhof schreef dat men zich hiermee kan amuseren, maar de film geen diepgang heeft. In Het Parool oordeelde Simon Carmiggelt: "Er werd geen enkele poging gedaan om boven de courante middelmaat uit te komen". Wel hadden regie en spelers volgens Carmiggelt "een onderhoudend resultaat bereikt, dat het première-publiek veel plezier bezorgde."
Heintje Davids zingt diverse nummers in de film.
Cameraman Richard Angst had tijdens de Tweede Wereldoorlog gecollaboreerd; hij was cameraman voor Rembrandt (1942) geweest. Dat hij nu meewerkte aan een film met Joodse Nederlanders werd door het weekblad Ons Vrije Nederland een "schrijnende ongerijmdheid" gevonden.